# Linea 3 (metropolitana di Madrid)
La linea 3  della metropolitana di Madrid è una linea di metropolitana che serve la città di Madrid, in Spagna. Collega la stazione di Moncloa con quella di El Casar. Le stazioni funzionanti sono 19.
È l'unica linea della rete che è stata completamente ristrutturata per rinnovare la sua estetica, funzionalità, sicurezza e accessibilità. Venne anche riscavato il tunnel del capolinea di Moncloa per facilitare lo scambio con la linea 6 e il terminal degli autobus e per preparare la stazione in vista di un futuro ampliamento della linea. Inoltre, questi lavori sono stati eseguiti per sopportare il maggior flusso di viaggiatori.
La linea 3 è indicata con il colore giallo.

## Storia

### Prima fase: Sol - Embajadores
Dato il successo della prima linea di metropolitana di Madrid, nel 1934 venne bandito un concorso per la costruzione di una nuova linea tra Sol ed Embajadores. Nell'estate del 1935 i lavori, che avanzavano a buon ritmo, incontrarono alcune difficoltà: il pozzo di costruzione di massima profondità situato prezzo Plaza de Benavente si allagò a causa della composizione del terreno della zona. Furono aumentate, quindi, le precauzioni anche sotto alla Puerta del Sol. La linea aprì al pubblico il 9 agosto 1936, solo un mese dopo il colpo di stato da parte del generale Franco.

### Seconda fase: Sol - Argüelles
Già nel 1935 fu approvata dal ministero l'ampliamento della linea fino alla stazione di Argüelles. Quello stesso anno il ministero aumentò l'acquisto del materiale rotabile commissionato dalla CAF, passano al raddoppio del materiale rotabile originariamente richiesto. Dal 6 agosto 1936 la metropolitana veniva lasciata aperta di notte per permettere ai cittadini di rifugiarsi all'interno e, una volta terminata la Guerra Civile, si inaugurò ufficialmente, il 15 luglio 1941, l'ampliamento della linea 3 fino ad Argüelles alla presenza del ministro Alfonso Peña Boeuf. Il giorno successivo tale prolungamento venne aperto al pubblico.

### Terza fase: Embajadores - Legazpi
Alla fine del 1945 venne approvata la concessione per ampliare la linea fino a Legazpi attraverso le vie Embajadores, Palos de la Frontera e il Paseo de las Delicias. I lavori iniziarono poco dopo però procedettero a rilento a causa della crescita del prezzo delle materie prime e le restrizioni all'elettricità. Nel 1948 si rinforzarono i cavi di alimentazione tra le stazioni di Callao e Embajadores per far fronte al successivo aumento di passeggeri. Il 26 marzo 1949, dopo ulteriori difficoltà a reperire i materiali, venne aperta al pubblico un primo ampliamento fino a Delicias. La tratta fino a Legazpi fu aperto solamente due anni più tardi nel 1951.

### Quarta fase: Argüelles - Moncloa
Il 17 luglio 1963 si inaugurò un nuovo prolungamento dalla stazione di Argüelles fino a Moncloa. Fu una decisione d'urgenza che doveva servire a decongestionare l'autobus E e a dare servizio alla zona di Ciudad Universitaria.

### Quinta fase: Legazpi - Villaverde Alto
A causa dell'antichità della stazione e un'offerta che faticava a contenere tutta la domanda, nelle estati tra il 2003 e il 2006 furono realizzati importanti lavori di ristrutturazione e ampliamento. Le pensiline vennero allungate da 60 a 90 m per poter aumentare i vagoni dei treni da 4 a 6 e questi vennero rinnovati. Inoltre furono ampliate tutte le stazioni per costruire vestiboli più ampi dove vennero tolte le biglietterie per sostituirle con quelle automatiche e punti d'informazione per i viaggiatori. Furono installati anche ascensori e nuove scale mobili. Tutti questi lavori vennero eseguiti anche nell'ottica del futuro ampliamento della linea 3 verso sud da Legazpi fino a Villaverde Alto. La stazione di Almendrales ha la particolarità di avere quattro binari per permettere di stazionare treni che nelle ore di punta possano rinforzare il servizio tra Legazpi e Moncloa. Durante i lavori, una volta saputo dell'esistenza di quattro binari, ci fu un timore generalizzato che la linea 3 venisse divisa in due tratte diverse. Il 21 aprile 2007 fu inaugurato questo nuovo ampliamento. Dalla stazione di Legazpi la linea 3 supera il Manzanares all'altezza del Puente de Andalucia per poi scorrere sotto all'asse Avenida de Córdoba-Avenida de Andalucia fino alla stazione di San Cristóbal. Attraverso le vie San Norberto e Valle de Tobalina arriva fino alla stazione di Cercanías di Villaverde Alto.

### Sesta fase:  Villaverde Alto - El Casar
A causa della scarsità di collegamenti fra MetroSur e il resto della rete metropolitana di Madrid, da Villaverde Alto, arriva in 2, 5 km fino alla stazione di Cercanías e della linea 12 di El Casar.

## Stazioni
Accanto a ogni stazione presente nella tabella sono indicati i servizi presenti e gli eventuali interscambi; tutte le stazioni sono dotate di accessi per disabili.
| Unknown route-map component "utKACCa" |

| Unknown route-map component "utHSTACC" |

| Unknown route-map component "utHSTACC" |

| Unknown route-map component "utHSTACC" |

| Unknown route-map component "utHSTACC" |

| Unknown route-map component "utHSTACC" |

| Unknown route-map component "utHSTACC" |

| Unknown route-map component "utHSTACC" |

| Unknown route-map component "utHSTACC" |

| Unknown route-map component "utHSTACC" |

| Unknown route-map component "utHSTACC" |

| Unknown route-map component "utHSTACC" |

| Unknown route-map component "utHSTACC" |

| Unknown route-map component "utHSTACC" |

| Unknown route-map component "utHSTACC" |

| Unknown route-map component "utHSTACC" |

| Unknown route-map component "utKACCe" |

## Servizi

### Orari
Il servizio inizia, su tutte le linee, alle 6:05 e termina all'1:30

### Accessibilità
È tra le linee più accessibili a persone con difficoltà motorie, insieme con le linee della metropolitana leggera, le linee 8, 11, 12 e il Ramal.

## Progetti futuri
| Tratta                     | Inizio lavori | Inaugurazione (prevista) | Lunghezza | Stazioni |
| -------------------------- | ------------- | ------------------------ | --------- | -------- |
| Villaverde Alto – El Casar | 2021          | 2023                     | 2,5 km    | 1        |

È previsto un nuovo ampliamento verso sud dalla stazione di Villaverde Alto fino alla stazione della linea 12 di El Casar, situata nel municipio di Getafe.
La costruzione del nuovo terminal della stazione di Moncloa lascia aperta la possibilità di un futuro ampliamento della linea, di cui esistono studi preliminari, fino a Cuatro Caminos, passando per la stazione di Islas Filipinas.